# Martin Pierson

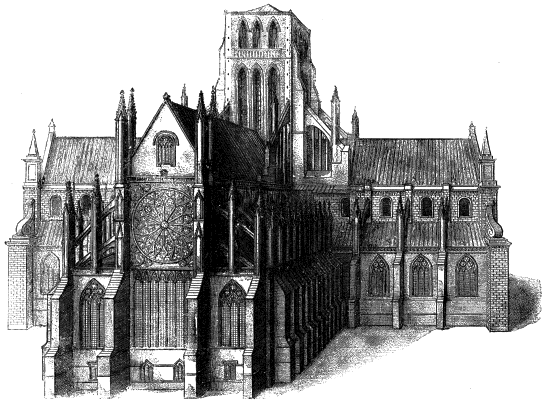
Catedral de Saint Paul en els temps de Martin Pierson

Martin Pierson (Cambridgeshire, Regne Unit, vers el març dels anys 1571-1573 - 16 de gener de 1651) fou un compositor, organista i virginalista anglès.
Es va graduar Mus. Bac. del Lincoln College, Oxford, el 1613. El 1604 va escriure música per a la cançó, See, oh see, qui ve aquí, dels "Penates" de Ben Jonson, amb el qual el rei i la reina es van entretenir el dia de "Maig a Highgate". Fou director de cor, i organista de la catedral de Saint Paul, de Londres, entre 1617 i 1636; però no hi ha cap registre de la seva cita apareix abans del 1633. En aquell any, els edificis al voltant de St. Paul van ser condemnats a la destrucció prèviament a la reparació de la catedral, i la casa "demolit" de Peores va ser objecte de diverses ordres i contra-ordres. Els comissaris finalment van comprar per 240 dòlars. (i una certa renda) La casa de Partridge, que formava part de la universitat dels "peticànons", i prou gran com per a Pierson i els seus nois.
Pierson va morir entre el 16 de desembre de 1650 i el 17 de gener de 1650, i havia de ser enterrat a l'església de St. Faith, a St. Paul's. Es va casar dues vegades. Entre els seus llegats va deixar 100 lliures, als pobres, per la compra de terres de propietat lliure del valor anual de 4l. o 5l, els ingressos que es distribuiran cada diumenge en pans dues vegades, a vuit, nou, deu, onze o dotze persones pobres. Va tenir propietats a les parròquies de "St. Giles's in the Fields" i Walthamstow, Essex.

## Obra
- Tres cançons sagrades, en quatre i cinc parts, a 'Teares and Lamentations,' 1614 de Leighton.
- Musicke privada, o el primer llibre d'Ayres and Dialogues, contenint cançons de 4, 5 i 6 parts. ; de vàries sèries, i sent versos i cor, és apte per a fer veus i viols. I, per falta de Viols, es poden realitzar a Virginal o Lute, on els experts poden actuar a la Terra o, per un canvi, només al Bass Viol. Tot fet i compost segons les regles de l'art. "Es van dedicar a" les amables gentils, belles i completes, senyoreta Mary Holder, filla del molt apreciat Clement, residència prebenda de la col·legiata de Southwell " (probablement germana del cànon musical, William Holder, de St. Paul's); 'i la senyoreta Sara Hart, filla del venerat John Hart de Londres, 1620. Una còpia d'aquesta obra, "potser el conjunt més rar de composicions d'un compositor anglès", es troba a la col·lecció Douce de Bodleian.
- 3. Motets (és a dir, madrigals), o Música de cambra, contenint cançons de 5 parts de diferents tipus, algunes ful, i alguns versos i cor; però tot s'adapta a les veus i als viatges, amb una part d'òrgan; que per falta d'òrgans es pot realitzar a Virginals, Baix-Tiorba, Bandora o Arpa-irlandesa. També una cançó de dol de 6 parts per a la mort de Sir Fulke Grevil...Lord Brooke... compost segons les regles de l'art, 1630. La dedicació es va fer a Robert, el segon senyor Brooke. Els "himnes divins" de Clifford inclouen les paraules de "jo magnificaré" de Pierson i "bufa la trompeta".

Els manuscrits són els següents: Sis fantazies i set almaines, un 6, britànic. Mus. Afegiu MSS. 17786–92; part-songs, incloent ‘O Arabella’ (ib. 29372 i 29427); Quatre peces del llibre virginal, Museu Fitzwilliam, Cambridge; servei i protecció a Peterhouse, Cambridge.
Algunes línies de Peerson en lloança del llibre estan impreses en "Discourse on Music" de Ravenscroft, 1614.